# Ferrari 212 E
La 212 E è un'autovettura da competizione prodotta dalla Ferrari nel 1969 in un solo esemplare. È anche conosciuta come 212 E Montagna,

## Il contesto
Il modello fu costruito per essere impiegato nel Campionato Europeo Montagna del 1969. Questa competizione fu vinta dalla Ferrari nel 1962 e nel 1965, ma sul finire degli anni sessanta era in atto un dominio della Porsche. La Casa di Maranello decise quindi di sviluppare una vettura, a partire dal 1967, per riconquistare questo Campionato; nacque così la 212 E.
Il motore derivava da quello utilizzato nel 1965 e nel 1966 sulla 512 F1 in Formula 1. Il propulsore originale, che fu progettato da Mauro Forghieri, era un 12 cilindri a V di 180° da 1,5 L di cilindrata. Lo sviluppo di cui fu oggetto, eseguito magistralmente dall'ingegnere Stefano Jacoponi, portò quest'ultima a 2 L.
La sigla numerica nel nome del modello era collegata alle caratteristiche del motore; più precisamente richiamavano la cilindrata, che era circa di 2 L, e il numero dei cilindri, che erano 12 a V. La sigla “E” invece significava “Europeo”, e richiamava il Campionato per cui fu progettata.

## Le competizioni
Il pilota scelto per guidare la 212 E nelle gare del Campionato Europeo Montagna e nelle corse di preparazione fu Peter Schetty.
Il suo debutto al Campionato è datato 25 maggio 1969 a Montseny; in questa tappa pirenaica Schetty vinse agevolmente realizzando anche il record del tracciato. Le altre tappe furono a Rossfeld, sul Mont Ventoux, la Trento-Bondone, la Cesana Torinese-Sestriere, a Friburgo e la Ollon-Villars. La 212 E di Schetty si impose in tutte le gare e registrò anche i record del tracciato in ogni tappa tranne che a Rossfeld, conquistando così il Campionato. Vinse anche la Saline- Volterra del 1969  valida per il Campionato Italiano della montagna.
Alla fine del 1969 l'unico esemplare del modello fu venduto al pilota privato
Edoardo Lualdi Gabardi con una carrozzeria diversa dall'originale. Con questo pilota il modello conquistò il campionato italiano della montagna nel 1971, e fu in seguito venduto a collezionisti privati.

## Caratteristiche tecniche
Il motore era un V12 a 180° (impropriamente detto "boxer") posteriore e longitudinale. L'alesaggio e la corsa erano rispettivamente di 65 mm e 50 mm, che portavano la cilindrata totale a 1990,98 cm³. Il rapporto di compressione era di 11:1. La potenza massima erogata dal propulsore era di 300 CV a 11.800 giri al minuto.
La distribuzione era formata da un doppio albero a camme in testa che comandava quattro valvole per cilindro. Come impianto d'alimentazione montava un sistema di iniezione indiretta Lucas. L'accensione era singola ed il relativo impianto comprendeva uno spinterogeno. La lubrificazione era a carter secco, mentre la frizione era multidisco.
Le sospensioni erano indipendenti, con quadrilateri trasversali, molle elicoidali, ammortizzatori telescopici e barra stabilizzatrice. I freni erano a disco, mentre la trasmissione era formata da un cambio a cinque rapporti più la retromarcia. Lo sterzo era a pignone e cremagliera.
Il telaio era tubolare in acciaio, mentre la carrozzeria era spider a due posti.
La velocità massima raggiunta dalla “212 E” era di 250 km/h.